# Arméns underrättelseskola

A UndS äldre vapen 1984-1995.

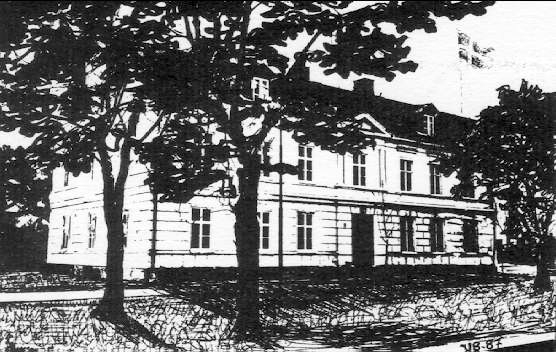
Underrättelseskolas byggnad i Skövde.

Arméns underrättelseskola (UndS) var en truppslagsgemensam underrättelseskola inom svenska armén som verkade i olika former åren 1983–1997. Förbandsledningen var förlagd i Karlsborgs garnison i Karlsborg.

## Historik
Skolans historik sträcker sig tillbaka till 1950-talet då arméns underrättelseutbildning av officerare på bataljons-, brigad- och fördelningsnivå utbildades vid Arméns underofficerskola (AUS) i Uppsala garnison. År 1964 flyttades utbildningen till Livregementets husarer (K 3) i Skövde garnison. I Skövde blev ryttmästare Stig Aaby-Ericsson första chefen för underrättelseutbildningen, som även hade varit samordnande chef för kurserna varje vår i Uppsala garnison. Samtidigt ges skolan (utbildningen) namnet K 3/Und. 1974 tilldelas skolan namnet K 3/UndS.
Den 1 juli 1983 organiserades utbildningen inom en skolorganisation, och antog därmed namnet Arméns underrättelseskola (A UndS). Skolan var fortfarande underställd Livregementets husarer (K 3). Den 1 juli 1994 avskildes skolan från regementet och blev skola inom Försvarsmakten, samtidigt utökades skolans uppgifter och blev försvarsmaktsintegrerad, 
Genom försvarsbeslutet 1996 beslutades att skolan tillsammans med Flygvapnets underrättelseskola skulle avvecklas den 31 december 1997, och istället införlivas med Försvarets tolkskola i det nya förbandet FMUndSäkC. Skolan fortsatte utbilda i Karlsborg under våren 1998, och är verksam i Uppsala från 1 juli 1998. Försvarsmaktens underrättelse- och säkerhetscentrum (FMUndSäkC) bildades officiellt 1 januari 1998, och centrumet övertog uppgifterna samt ärvde traditionerna från de två avvecklade skolorna.

## Förläggningar och övningsplatser
Vid tiden före det officiella bildandet var skolan placerad på Polacksbacken i Uppsala. Skolan fick nyttja kanslihuskasernen på före detta A 5, som vid denna tid användes av Arméns underofficersskola (AUS). När skolan bildades officiellt 1983 var skolan förlagd till kavallerikasernen på Heden i Skövde garnison. Dock så hade utbildningen varit förlagd till den byggnaden ända sedan flytten till Skövde 1964. Från att Livregementets husarer omlokaliserades 1984 till Karlsborgs garnison, kom även skolan att flytta till Karlsborg, där de båda förbanden övertog Göta signalregementes förläggning i Karlsborgs fästning. Underrättelseskolan förlades i huvudsak i byggnaden by 202 - fästningens gamla apoteket/underofficersmässen, men nyttjade även byggnaden by 385 - gamla tvättstugan, som blev utvecklingsavdelningens.

## Heraldik och traditioner
Den 29 september 1995 tilldelades Arméns underrättelseskola sin förbandsfana (fälttecken) - en svensk tretungad, av HMK Carl XVI Gustaf. När skolan avvecklades 1997 övertog Försvarsmaktens underrättelse- och säkerhetscentrum fanan och nyttjade den som sin förbandsfana (sitt fälttecken) till dess en ny hade tillverkats åt förbandet 2017.
Den 30 januari 1996 antogs och fastställdes "Marsch Till Lifregementets Dragoner" som skolans förbandsmarsch. Marschen komponerades 1843 av Prins Gustaf av Sverige och Norge på Haga slott, då han bara var 16 år. Även marschen övertogs 1998 av Försvarsmaktens underrättelse- och säkerhetscentrum.

## Förbandschefer
- 1981–1990: Överstelöjtnant Jan E. Forssberg
- 1990–1991: Major Lars Forsberg
- 1991–1992: Överste Anders Lindberg
- 1993–1993: Överstelöjtnant Lars-Erik Kittel
- 1993–1996: Överstelöjtnant Jörgen Elfving
- 1997–1998: Överstelöjtnant Mats Göransson [d]

## Namn, beteckning och förläggningsort
| Arméns underrättelseskola | 1983-06-01 | – | 1998-06-30 |

| UndS | 1983-06-01 | – | 1998-06-30 |

| Skövde garnison (F)     | 1983-06-01 | – | 1984-06-30 |
| Karlsborgs garnison (F) | 1984-07-01 | – | 1998-12-31 |